# Navoj
Navòj je prostorska krivulja, ki se zelo pogosto uporablja v strojništvu. Uporablja se kot gibalni navoj pri vretenih in polžih ali kot pritrdilni navoj pri vijakih. Navoj dobimo tako, da na valj ovijamo tvornico pri enakomernem vzponu.

## Vrste navojev
- metrski navoj
- cevni (Whithworthov) navoj
- trapezni navoj
- žagasti navoj
- obli navoj
- posebne izvedbe navojev
  - navoj za samorezni vijak
  - navoj za lesni vijak

## Hodi
Navoj je lahko enohodni, dvohodni ali trihodni. Prednost večhodnega navoja je v daljšem (2× ali 3×) hodu pri enem zasuku vretena, kot pri enohodnem navoju.

## Izdelava navoja
Ker so pri navojih potrebe po ozkih tolerancah in po dobri površini izredno visoke, se pri postopkih za izdelavo navojev uporablja mazalno olje. Ker so rezalne hitrosti nizke, ni potrebe po hlajenju.

### Postopki za izdelavo navojev
- Ročno: Za notranje ročno rezanje navojev so v rabi ročni navojni svedri. Navor pri polnem odrezu v globini z enim svedrom bi bil za človekove sposobnosti prevelik in tudi odrezki bi bili preveliki. Odrez se zato razdeli na dva ali na tri orodja v setu. Razdeli se na predrezovalni sveder, prirezovalni sveder in na dorezovalni sveder. Za zunanje ročno rezanje navojev pa so v rabi navojne čeljusti.
- Strojno: Za notranje strojno rezanje navojev so v rabi strojni navojni svedri. Ker mora sveder vrezati celotno globino navoja, so v rabi zelo različni navojni svedri. Pomembno je ali režemo navoj v prehodno ali v neprehodno izvrtino. Za zunanje strojno rezanje navojev pa večinoma uporabljamo glave za vrezovanje navoja, ki so podobne kot navojne čeljusti, vendar imajo vstavljena rezila, katera je mogoče nastavljati na različne premere.

### Načini izdelovanja navojev
- Rezanje navojev na stružnici: Vsako struženje je dejansko rezanje finega navoja z nestandardnim profilom. Če uporabimo navojni nož s standardnim profilom in uredimo pomik noža na vrtljaj, tako da je enak vzponu navoja, bomo lahko na stružnici rezali navoj. Pri rezanju navojev na stružnici se mora pri enem vrtljaju obdelovanca nož pomakniti naprej za en vzpon navoja na obdelovancu.
- Frezanje navojev: Pri frezanju navojev se obdelovanec krožno giblje. Gibanje v smeri vzpona lahko opravlja obdelovanec ali frezalo, kar je odvisno od izvedbe stroja. Namesto stružnega noža imamo pri frezanju profilno rezkalo, ki se vrti. Os frezala je nagnjena pod kotom navojnega vzpona.
- Luščenje navojev: Postopek daje zelo dobro kvaliteto navojev, zaradi tankih in dolgih odrezov in ker ga je možno izvajati le po istosmernem postopku. Luščenje navojev je posebej primerno za izdelavo dolgih vreten, saj so sile manjše kot pri frezanju.
- Valjanje navojev: Valjanje navojev je najhitrejši in najboljši način izdelave navojev. Uporabljamo ga le za pritrdilne navoje manjših in srednjih dimenzij v serijski proizvodnji. Pri tem postopku navoja ne režemo, ampak ga vtisnemo v obdelovanec.
- Brušenje navojev: Postopek brušenja navojev je podoben postopku frezanja navojev, le da frezalo zamenja profilirani brus. Brusimo takrat, ko hočem imeti zelo gladek in točen navoj. Pri zelo finem navoju včasih brusimo kar v polno, ne glede na to ali je obdelovanec kaljen ali ne.